# Morphom
Morphom (справжнє ім'я — Роман Валерійович Черенов; (1 вересня 1983 , Ковель, Волинська область ) — український музикант та саундпродюсер.

## Життєпис
Народився 1983 року в сім'ї військовослужбовців, жив у Ковелі з бабусею, дідусем і старшим братом. Першим музичним інструментом, подарованим дідусем в 5 років, була балалайка.
Навчався в Ковельській гімназії, вступив до Ковельського машинобудівного технікуму (курс «технолог машинобудування»), писав вірші й клав їх на гітарні лади. Закінчив музичну школу за класом гітари. Після технікуму переїхав до Києва.
З 16 років виступав на сценах Волині, у 18 став вокалістом ковельського гурту «Soft». 2008—2010 — займався електронною музикою, працював діджеєм в нічних клубах. 2010 працює кіно-композитором на студії «Baker stret», пише музику.
Дружина — Рибицька Тетяна, дизайнер одягу, познайомилися під час навчання в технікумі 2000 року.

## Кар'єра

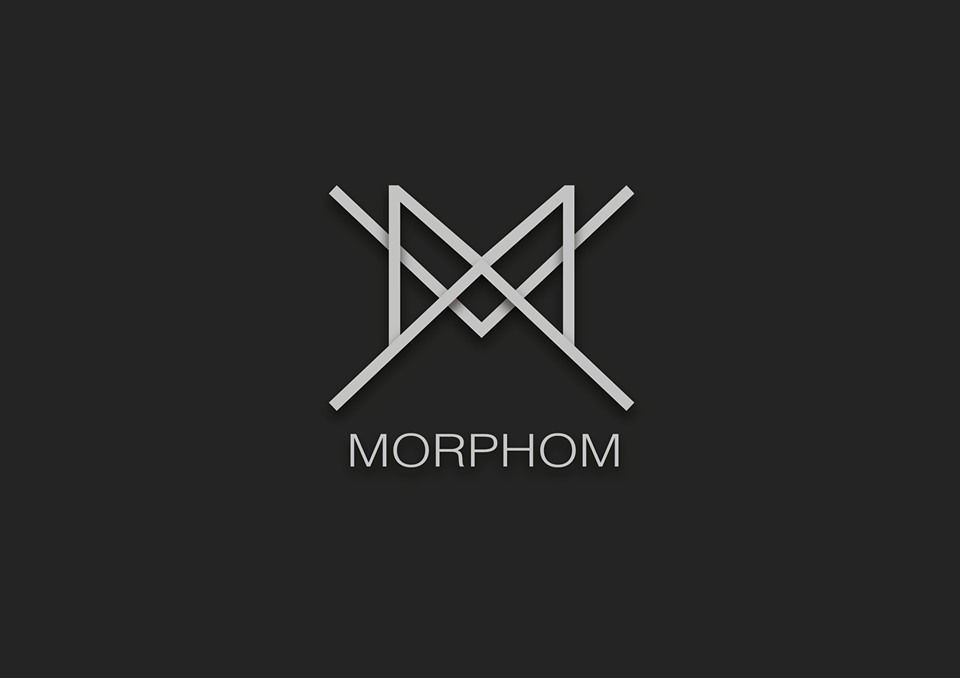
Логотип Morphom

Восени 2014 року створив музичний проєкт «Morphom».
Уперше на телебаченні Morphom був представлений треком Dancing Alone на телеканалі ТЕТ 1 січня 2015 року в рамках «Найкращий концерт року». Тоді організатори концерту відзначили проєкт Morphom як нове віяння в українській музиці. колаборація з іншими артистами. З такими як Джамала, Рогова Катя (K.A.T.Y.A), Філатов Євген (The Maneken), Сміріна Ната (Pur:Pur) та Костюк Дмитро (Голос Країни — 5), Головко Мар'яна, Олександр Зверев, LAUD (Влад Каращук), Vivienne Mort, Pianoбой (Дмитро Шуров), Panivalkova
2019 року Роман Черенов працює над проєктом Jerry Heil В ролі саунд-продюсера. В жовтні 2019 Роман продюсує альбом Jerry Heil — «Я Яна» з восьми треків, серед яких головний шлягер «Охрана Отмена»

### Kind Of Music
Перший дебютний альбом у стилі даунтемпо, представлений 12 лютого 2016 року, до якого увійшло 11 робіт. У записі вокальних партій Kind Of Music брали участь Олександр Звєрєв, Мар'яна Головко та Антон Шитель. Робота над альбомом тривала рівно рік, і, за словами музикантів, ця праця була виключно в радість: «Досить приємно займатися в житті тим, що виходить найкраще. Це був час, витрачений з великим задоволенням».

### 8Х8
Другий альбом випущений 23 листопада 2016 року та містить вісім композицій. У роботі над альбомом узяли участь запрошені вокалісти: Катя Рогова (K.A.T.Y.A), Євген Філатов (The Maneken), Ната Сміріна (Pur: Pur) і Діма Костюк (Голос країни 5).

### Окремі виступи

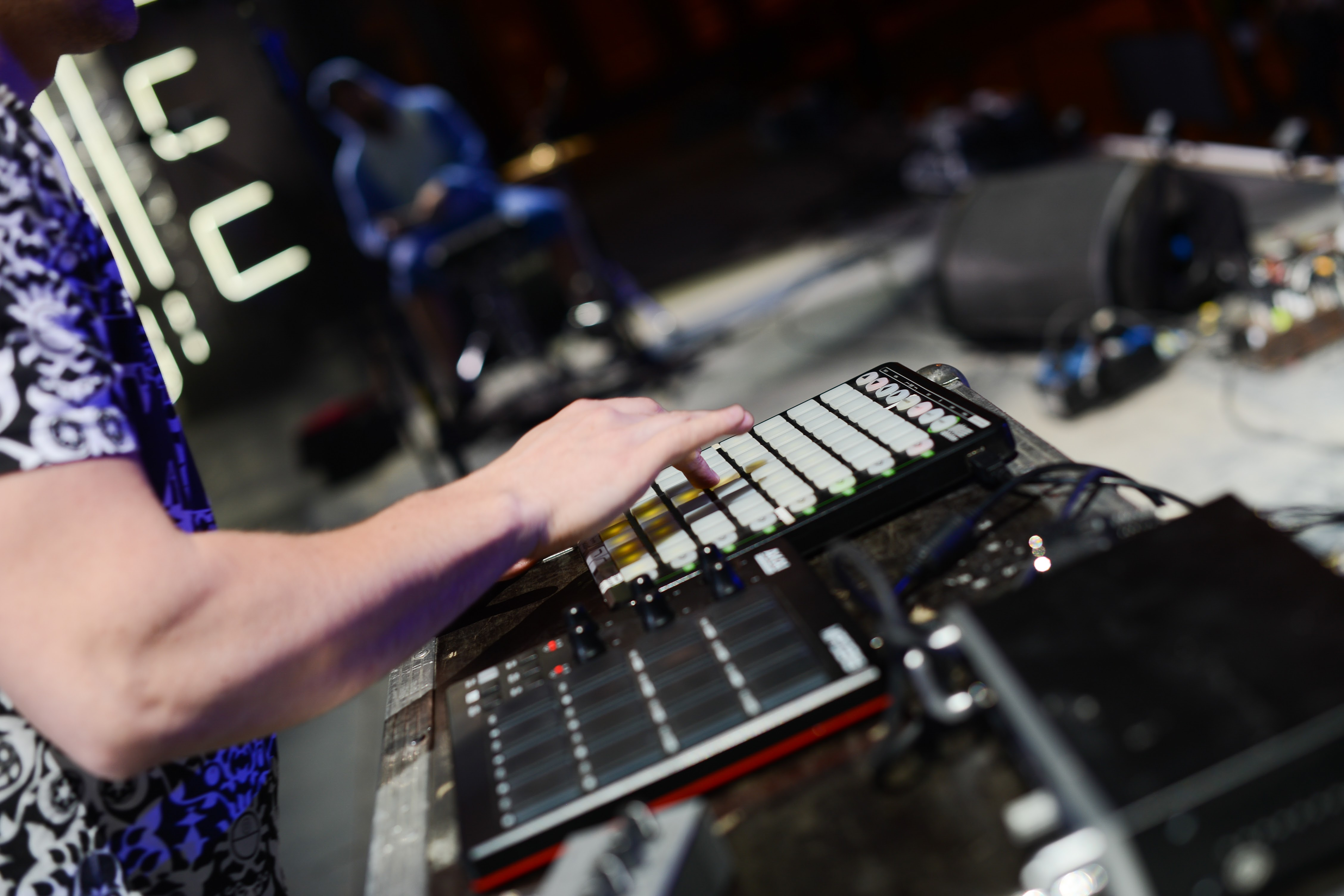
Morphom

У травні 2017 року гурт виступив з Джамалою в фіналі Євробачення, було презентовано спільну роботу «Заманили», де Morphom виступив ще й саундпродюсером треку.
Нове звучання гуртам: Pianoбой — «На вершині» (Дмитро Шуров), Vivienne Mort «Зустріч», Агонь — «Провоцируй» надав проєкт Fuzz з Романом Череновим (Morphom), за сприяння Pepsi.

## Музичні відео
| Рік            | Назва                   | Режисер                  |
| -------------- | ----------------------- | ------------------------ |
| 6 квітня 2015  | 100 днів                | Олексій Барсук           |
| 19 квітня 2016 | Road                    | Алекс Омельянович        |
| 13 травня 2018 | Ти знаєш                | Роман Черенов            |
| 1 березня 2021 | Сонце (із VovaZIL'Vova) | Олександр Фразе-Фразенко |

## Нагороди

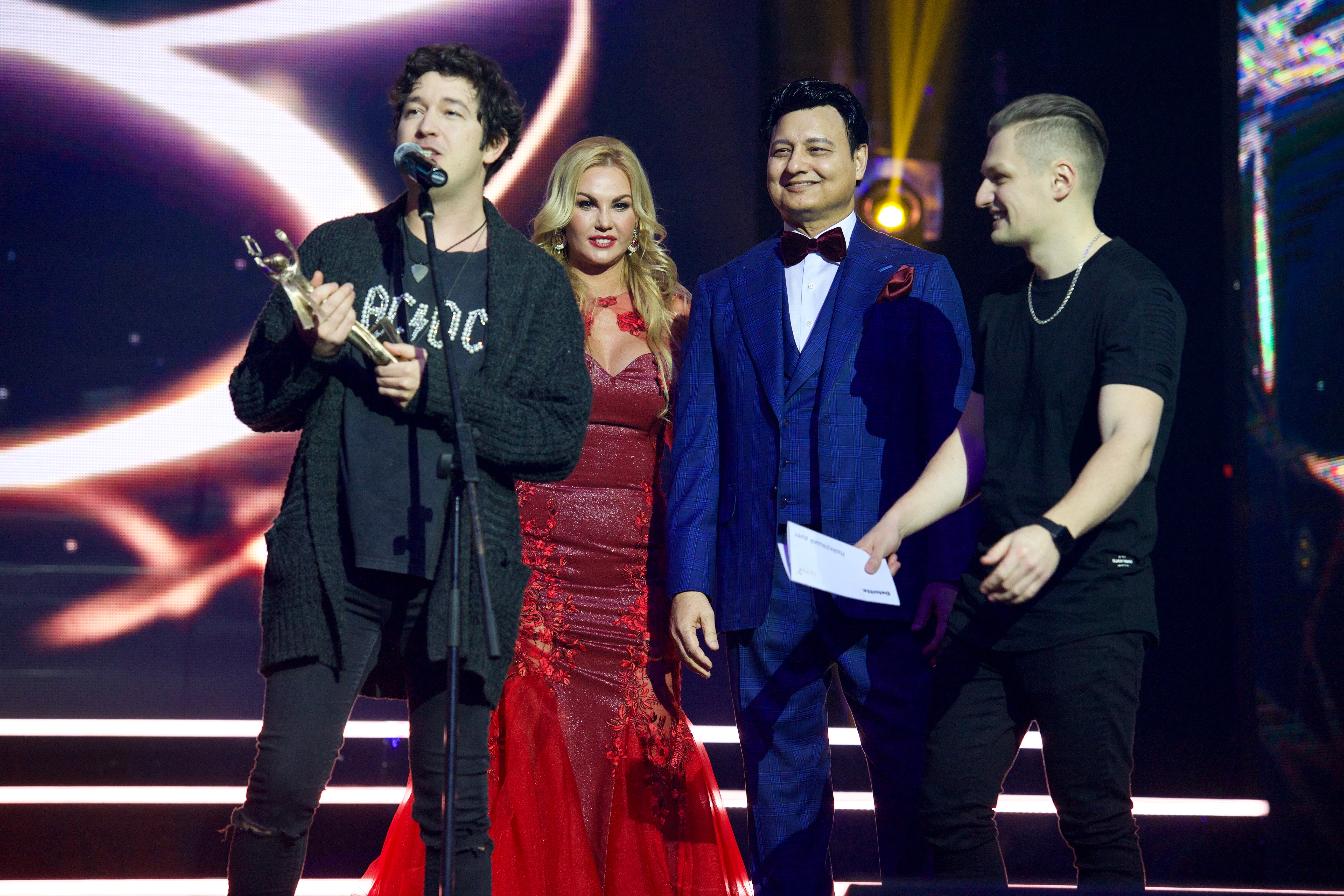
На врученні премії YUNA

| Рік  | Премія          | Категорія      | Номінована робота                           | Результат | Дж.    |
| ---- | --------------- | -------------- | ------------------------------------------- | --------- | ------ |
| 2017 | M1 Music Awards | Проєкт року    | Агонь та Morphom (за пісню «Провоцируй»)    | Номінація | [ 17 ] |
| 2018 | YUNA            | Найкращий дует | Pianoбой та Morphom (за пісню «На вершині») | Перемога  | [ 18 ] |